# Ponthieva bicornuta
Ponthieva bicornuta är en orkidéart som beskrevs av Charles Schweinfurth. Ponthieva bicornuta ingår i släktet Ponthieva och familjen orkidéer. Inga underarter finns listade i Catalogue of Life.